# Navigator

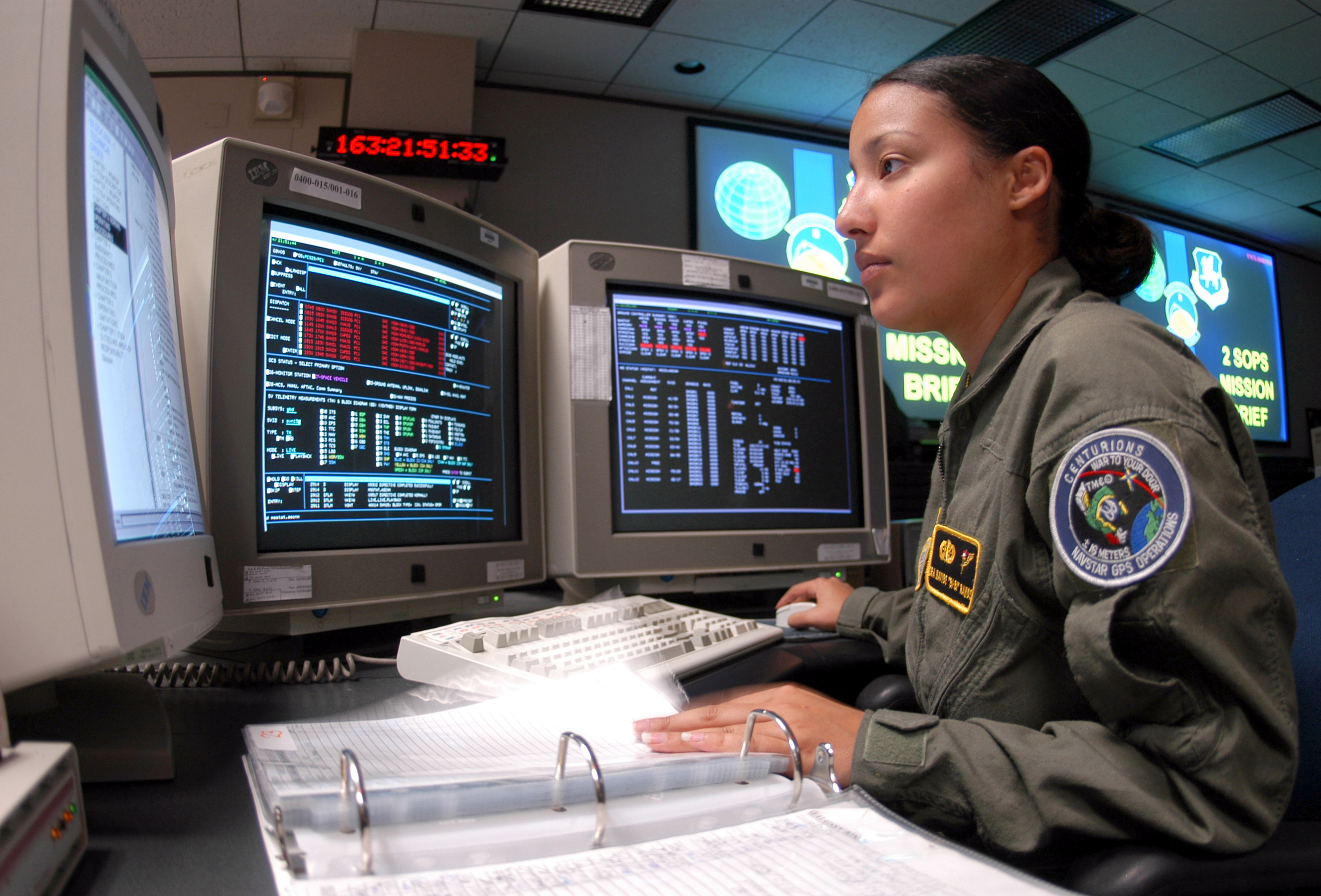
O metodă de navigație modernă de pe pământ un soldat din aviația militară americană verifică datele GPS transmise de satelit Schriever Air Force Base in Colorado (USA)

Navigator este numit frecvent o persoană care este răspunzătoare de „navigație”. Navigatorul poate face parte din echipajul de marină, aviație sau circulație terestră (raliu autombilistic). 
În ultimul timp acest termen în domeniului aerian nu mai este actual, deoarece avioanele moderne sunt echipate cu un sistem electronic de navigație automat Flight Management System (FMS), astfel că pilotul poate dirija avionul fără ajutorul unui navigator. In schimb pe vapoarele mari se pot găsi și azi navigatori care se folosesc de emițătoare radio, ca de altfel și pe unele avioane rusești de o fabricație mai veche.
 Materiale media legate de Navigator la Wikimedia Commons